# Стеклов, Кирилл Владимирович
Кирилл Владимирович Стеклов (род. 30 марта 2002, Таллин) — российский хоккеист, защитник.

## Биография
Уроженец Таллина, занимался хоккеем в местном клубе «Вайперс». В 2012—2014 годах — в московской школе «Белые медведи», затем перешёл в подольский «Витязь». Выступал за юношеские сборные России, сезон 2019/20 провёл в клубе OHL «Лондон Найтс». Сезон 2020/21 начал в клубе «Вайперс», затем выступать в МХЛ за фарм-клуб «Витязя» «Русские витязи». В начале следующего сезона провёл 9 матчей в КХЛ. Играл на прерванном из-за пандемии коронавируса молодёжном чемпионате мира 2022. В январе 2022 года вернулся в «Лондон Найтс», где провёл концовку сезона. 26 октября 2022 года был обменян из «Витязя» в «Торпедо» Нижний Новгород на денежную компенсацию. 27 апреля 2023 года продлил контракт на год, а 30 декабря 2023 года перешёл в клуб ВХЛ «Зауралье» Курган. 7 мая 2024 года заключил двусторонний однолетний контракт с «Торпедо».